# Гіждуван (футбольний клуб)
Футбольний клуб «Гіждуван» або просто «Гіждуван» — професійний узбецький футбольний клуб з міста Гіждуван Бухарської області.

## Попередні назви
- 1992   - «Заранган»
- с 1993 - «Гіждуван»

## Історія
Футбольний клуб «Гіждуван» було засновано в 1991 році в місті Гіждуван Бухарської області. З 1992 року розпочав свої виступи в Першій лізі Узбекистану під назвою «Заранган». З 1993 року і дотепер виступає під назвою «Гіждуван».